# Ford Focus Mk3
Cea de-a treia generație a Ford Focus, denumită Ford Focus MK3 este o mașină concepută în centrele Ford din Köln și Dunton.

## Caracterisici
Sistem Inteligent de Protecție (IPS)
- Sistemul Active City Stop
- Sistem de avertizare și asistență la păstrarea benzii de circulație
- Asistență la păstrarea benzii
- Avertizare șofer
- Sistem de avertizare pentru unghiul mort

Oglinda retrovizoare heliomată automată 
Sistem de avertizare pentru centurile de siguranță 
Sistemul Key-Free 